# Vernon Forrest
Vernon Forrest (Augusta, 12 de febrero de 1971-Atlanta, 25 de julio de 2009) fue un deportista estadounidense que compitió en boxeo. Ganó una medalla de plata en el Campeonato Mundial de Boxeo Aficionado de 1991, en el peso superligero.
En noviembre de 1992 disputó su primera pelea como profesional. En mayo de 2001 conquistó el título internacional de la IBF, en la categoría de peso wélter, en enero de 2002 ganó el título mundial del CMB en el peso wélter, y en julio de 2007 el título mundial del CMB en el peso superwelter.
En su carrera profesional tuvo en total 44 combates, con un registro de 41 victorias y 3 derrotas. La revista The Ring lo seleccionó como el mejor boxeador del año 2002.
Falleció a los 38 años como consecuencia de los disparos de unos ladrones que intentaron robarle el coche en una gasolinera de la ciudad de Atlanta.

## Palmarés internacional
| Campeonato Mundial | Campeonato Mundial | Campeonato Mundial | Campeonato Mundial |
| Año                | Lugar              | Medalla            | Categoría          |
| ------------------ | ------------------ | ------------------ | ------------------ |
| 1991               | Sídney (Australia) | Medalla de plata   | 63,5 kg            |

## Récord profesional
| 41 victorias (29 KOs), 3 derrotas, 1 anulada |          |                    |      |               |            |                                                                                 |                                                                                              |
| Res.                                         | Récord   | Oponente           | Tipo | Rd., Tiempo   | Datos      | Localidad                                                                       | Notas                                                                                        |
| G                                            | 41–3 (1) | Sergio Mora        | UD   | 12            | 13-09-2008 | MGM Grand Garden Arena, Paradise, Estados Unidos                                | Gana el título mundial de la WBC superwelter                                                 |
| D                                            | 40–3 (1) | Sergio Mora        | MD   | 12            | 07-06-2008 | Mohegan Sun Arena, Montville, Estados Unidos                                    | Pierde el título mundial de la WBC superwelter                                               |
| G                                            | 40–2 (1) | Michele Piccirillo | TKO  | 11 (12), 2:21 | 01-12-2007 | Foxwoods Resort Casino, Ledyard, Estados Unidos                                 | Retiene el título mundial de la WBC superwelter                                              |
| G                                            | 39–2 (1) | Carlos Baldomir    | UD   | 12            | 28-07-2007 | Emerald Queen Casino, Tacoma, Estados Unidos                                    | Gana el título mundial vacante de la WBC del peso superwelter                                |
| G                                            | 38–2 (1) | Ike Quartey        | UD   | 10            | 05-08-2006 | Madison Square Garden, Nueva York, Estados Unidos                               |                                                                                              |
| G                                            | 37–2 (1) | Elco Garcia        | TKO  | 10 (10), 1:58 | 21-10-2005 | Pechanga Resort & Casino, Temecula, California, Estados Unidos                  |                                                                                              |
| G                                            | 36–2 (1) | Sergio Rios        | TKO  | 2 (10), 2:43  | 16-07-2005 | MGM Grand Garden Arena, Paradise, Nevada, Estados Unidos                        |                                                                                              |
| D                                            | 35–2 (1) | Ricardo Mayorga    | MD   | 12            | 12-07-2003 | The Orleans,Paradise, Estados Unidos                                            | Por los títulos WBA (Super), WBC, The Ring, y lineal del peso wélter                         |
| D                                            | 35–1 (1) | Ricardo Mayorga    | TKO  | 3 (12), 2:06  | 25-01-2003 | Pechanga Resort & Casino, Temecula, California, Estados Unidos                  | Pierde los títulos WBC, The Ring, y lineal del peso wélter; Por el título WBA (Super) wélter |
| G                                            | 35–0 (1) | Shane Mosley       | UD   | 12            | 20-07-2002 | Conseco Fieldhouse, Indianapolis, Estados Unidos                                | Retiene los títulos WBC, The Ring, y lineal wélter                                           |
| G                                            | 34–0 (1) | Shane Mosley       | UD   | 12            | 26-01-2002 | The Theater at Madison Square Garden, Nueva York, Estados Unidos                | Gana los títulos mundiales WBC, lineal y The Ring vacante del peso wélter                    |
| G                                            | 33–0 (1) | Edgar Ruiz         | KO   | 4 (10), 2:03  | 24-08-2001 | Mountaineer Casino Racetrack and Resort, Chester, West Virginia, Estados Unidos |                                                                                              |
| G                                            | 32–0 (1) | Raul Frank         | UD   | 12            | 12-05-2001 | Madison Square Garden, Nueva York, Estados Unidos                               | Gana el título mundial vacante de la IBF peso wélter                                         |
| A                                            | 31–0 (1) | Raul Frank         | NC   | 3 (12), 1:45  | 26-08-2000 | Mandalay Bay Events Center, Paradise, Estados Unidos                            | Por el título Mundial de la IBF wélter; NC tras un corte de Frank en un choque accidental    |
| G                                            | 31–0     | Vince Phillips     | UD   | 12            | 22-01-2000 | The Joint, Paradise, Estados Unidos                                             | Retiene el título de la NABF wélter                                                          |
| G                                            | 30–0     | Santiago Samaniego | TKO  | 7 (12), 1:21  | 27-08-1999 | Bell Auditorium, Augusta, Estados Unidos                                        | Retiene el título de la NABF wélter                                                          |
| G                                            | 29–0     | Ed Goins           | KO   | 4 (10), 2:57  | 19-06-1999 | Madison Square Garden, Nueva York, Estados Unidos                               |                                                                                              |
| G                                            | 28–0     | Steve Martinez     | TKO  | 1 (12), 1:56  | 16-04-1999 | Grand Casino, Tunica, Estados Unidos                                            | Retiene el título de la NABF wélter                                                          |
| G                                            | 27–0     | Mark Fernandez     | TKO  | 2 (8), 1:48   | 20-02-1999 | Madison Square Garden, Nueva York, Estados Unidos                               |                                                                                              |
| G                                            | 26–0     | Ed Griffin         | TKO  | 2 (12), 2:38  | 12-12-1998 | Etess Arena, Atlantic City, Estados Unidos                                      | Retiene el título de la NABF wélter                                                          |
| G                                            | 25–0     | Adrian Stone       | TKO  | 11 (12), 1:27 | 18-08-1998 | Grand Casino, Tunica, Estados Unidos                                            | Gana el título vacante NABF wélter                                                           |
| G                                            | 24–0     | Gilberto Flores    | TKO  | 2             | 28-03-1998 | Boardwalk Hall, Atlantic City, Estados Unidos                                   |                                                                                              |
| G                                            | 23–0     | Ray Oliveira       | UD   | 12            | 07-11-1997 | Bally's Las Vegas, Paradise, Estados Unidos                                     | Gana el título vacante WBC Continental Americas wélter                                       |
| G                                            | 22–0     | Jaime Lerma        | UD   | 10            | 19-08-1997 | Convention Center, Austin, Estados Unidos                                       |                                                                                              |
| G                                            | 21–0     | Pedro Saiz         | RTD  | 6 (10), 3:00  | 05-05-1997 | Broadway by the Bay Theater, Atlantic City, Estados Unidos                      |                                                                                              |
| G                                            | 20–0     | Francisco De Assis | TKO  | 1 (10)        | 05-04-1997 | Bally's Park Place, Atlantic City, Estados Unidos                               |                                                                                              |
| G                                            | 19–0     | Mike Rios          | TKO  | 1             | 24-01-1997 | Convention Hall, Atlantic City, Estados Unidos                                  |                                                                                              |
| G                                            | 18–0     | Chris Slaughter    | KO   | 1 (10)        | 10-05-1996 | Madison Square Garden, Nueva York, Estados Unidos                               |                                                                                              |
| G                                            | 17–0     | Isaac Cruz         | KO   | 8 (10), 2:05  | 09-04-1996 | Fantasy Springs Resort Casino, Indio, Estados Unidos                            |                                                                                              |
| G                                            | 16–0     | Tony Ortiz         | KO   | 1 (8), 1:29   | 22-02-1996 | Civic Center, Hammond, Estados Unidos                                           |                                                                                              |
| G                                            | 15–0     | Marlon Thomas      | UD   | 12            | 28-11-1995 | Bell Auditorium, Augusta, Estados Unidos                                        | Gana el título vacante IBC superligero                                                       |
| G                                            | 14–0     | Jesus Mayorga      | TKO  | 1 (10)        | 03-11-1995 | The Aladdin, Paradise, Estados Unidos                                           |                                                                                              |
| G                                            | 13–0     | Roberto Chala      | TKO  | 3 (6)         | 12-09-1995 | Biloxi, Estados Unidos                                                          |                                                                                              |
| G                                            | 12–0     | Julian Romero      | TKO  | 2 (10)        | 15-07-1995 | Caesars Tahoe, Stateline, Estados Unidos                                        |                                                                                              |
| G                                            | 11–0     | Dezi Ford          | TKO  | 4, 1:53       | 18-04-1995 | The Aladdin, Paradise, Estados Unidos                                           |                                                                                              |
| G                                            | 10–0     | Genaro Andujar     | KO   | 1             | 04-03-1995 | The Roxy, Boston, Estados Unidos                                                |                                                                                              |
| G                                            | 9–0      | Carlos Cartagena   | UD   | 6             | 25-01-1995 | Etess Arena, Atlantic City, Estados Unidos                                      |                                                                                              |
| G                                            | 8–0      | Randy Archuleta    | KO   | 1 (6)         | 05-11-1994 | Caesars Tahoe, Stateline, Estados Unidos                                        |                                                                                              |
| G                                            | 7–0      | Elvesto Mills      | UD   | 6             | 05-02-1994 | The Aladdin, Paradise, Estados Unidos                                           |                                                                                              |
| G                                            | 6–0      | Lamont Johnson     | TKO  | 1             | 18-12-1993 | Caesars Tahoe, Stateline, Estados Unidos                                        |                                                                                              |
| G                                            | 5–0      | Eldon Sneeze       | TKO  | 1             | 20-10-1993 | Casino Magic, Bay St. Louis, Mississippi, Estados Unidos                        |                                                                                              |
| G                                            | 4–0      | Theodore Carradine | TKO  | 3 (6), 2:08   | 17-07-1993 | Caesars Palace, Paradise, Estados Unidos                                        |                                                                                              |
| G                                            | 3–0      | Augustine Renteria | TKO  | 2 (6), 1:40   | 07-06-1993 | Thomas & Mack Center, Paradise, Estados Unidos                                  |                                                                                              |
| G                                            | 2–0      | Ray Garcia         | TKO  | 1 (4), 2:35   | 30-01-1993 | Riviera, Winchester, Nevada, Estados Unidos                                     |                                                                                              |
| G                                            | 1–0      | Charles Hawkins    | TKO  | 1 (4), 1:29   | 25-11-1992 | Riviera, Winchester, Nevada, Estados Unidos                                     | Debut profesional                                                                            |